# 2001년 9월 11일
2001년 9월 11일(11'09"01 - September 11)은 이란에서 제작된 알레한드로 곤잘레스 이냐리투 감독의 2002년 영화이다. 마리암 카리미 등이 주연으로 출연하였고 알레한드로 곤잘레스 이냐리투 등이 제작에 참여하였다.

## 출연

### 주연
- 마리암 카리미
- 타구치 토모로오
- 아소 구미코
- 에모토 아키라
- 바이쇼 미츠코
- 탄바 테츠로
- 오가타 켄
- 아흐메드 세이프 엘딘

### 조연
- 엠마누엘 라부아

## 제작진
- 미술: 스테파니 캐롤
- 미술: 웬디 사무엘스
- 배역: 제니퍼 유스턴
- 배역: 일런 모스코비치